# Interlands Grieks voetbalelftal 1980-1989
Deze pagina toont een chronologisch en gedetailleerd overzicht van de interlands die het Grieks voetbalelftal heeft gespeeld in de periode 1980 – 1989.

## Interlands

### 1980
|                                                                         |                           |       |                        |                                                                                 |
| 16 januari Vriendschappelijk № 181 «onderlinge duels» 15:00 uur (UTC+2) | Cyprus                    | 1 – 1 | Griekenland            | GSP-stadion, Nicosia Toeschouwers: 8.456 Scheidsrechter: Theodosis Aspris (CYP) |
| 16 januari Vriendschappelijk № 181 «onderlinge duels» 15:00 uur (UTC+2) | Dimitris Kyzas 80' (pen.) |       | 28' Nikos Anastopoulos | GSP-stadion, Nicosia Toeschouwers: 8.456 Scheidsrechter: Theodosis Aspris (CYP) |

|                                                                          | |       |                   |                                                                                       |
| 27 februari Vriendschappelijk № 182 «onderlinge duels» 20:30 uur (UTC+1) | Frankrijk                                                                                             | 5 – 1 | Griekenland       | Parc des Princes, Parijs Toeschouwers: 29.992 Scheidsrechter: José María García (ESP) |
| 27 februari Vriendschappelijk № 182 «onderlinge duels» 20:30 uur (UTC+1) | Dominique Bathenay 7' Michel Platini 37' Michel Platini 62' Didier Christophe 63' Yannick Stopyra 66' |       | 32' Thomas Mavros | Parc des Princes, Parijs Toeschouwers: 29.992 Scheidsrechter: José María García (ESP) |

|                                                                      |                                    |       |             |                                                                           |
| 1 april Vriendschappelijk № 183 «onderlinge duels» 20:00 uur (UTC+1) | Zwitserland                        | 2 – 0 | Griekenland | Hardturm, Zürich Toeschouwers: 12.200 Scheidsrechter: Dušan Krchňák (TCH) |
| 1 april Vriendschappelijk № 183 «onderlinge duels» 20:00 uur (UTC+1) | Marc Schnyder 9' Marc Schnyder 76' |       |             | Hardturm, Zürich Toeschouwers: 12.200 Scheidsrechter: Dušan Krchňák (TCH) |

|                                                                   |                                    |       |             |                                                                                   |
| 16 april Vriendschappelijk № 184 «onderlinge duels» 17:00 (UTC+2) | DDR                                | 2 – 0 | Griekenland | Zentralstadion, Leipzig Toeschouwers: 20.000 Scheidsrechter: Torben Månsson (DEN) |
| 16 april Vriendschappelijk № 184 «onderlinge duels» 17:00 (UTC+2) | Gerd Weber 64' Joachim Streich 69' |       |             | Zentralstadion, Leipzig Toeschouwers: 20.000 Scheidsrechter: Torben Månsson (DEN) |

|                                                                     |             |       |           |                                                                                                |
| 14 mei Vriendschappelijk № 185 «onderlinge duels» 17:00 uur (UTC+3) | Griekenland | 0 – 0 | Bulgarije | Apostolos Nikolaidisstadion, Athene Toeschouwers: 20.000 Scheidsrechter: Sotos Afxentiou (CYP) |
| 14 mei Vriendschappelijk № 185 «onderlinge duels» 17:00 uur (UTC+3) |             |       |           | Apostolos Nikolaidisstadion, Athene Toeschouwers: 20.000 Scheidsrechter: Sotos Afxentiou (CYP) |

| Europees kampioenschap voetbal 1980 |
| ----------------------------------- |

|                                                                    |             |                      |           |                                                                                  |
| 11 juni EK 1980 Groep A № 186 «onderlinge duels» 20:30 uur (UTC+2) | Griekenland | 0 – 1                | Nederland | Stadio San Paolo, Napels Toeschouwers: 14.990 Scheidsrechter: Adolf Prokop (DDR) |
| 11 juni EK 1980 Groep A № 186 «onderlinge duels» 20:30 uur (UTC+2) |             | 65' (pen.) Kees Kist |           | Stadio San Paolo, Napels Toeschouwers: 14.990 Scheidsrechter: Adolf Prokop (DDR) |

|                                                                    |                                                         |       |                        |                                                                                 |
| 14 juni EK 1980 Groep A № 187 «onderlinge duels» 20:30 uur (UTC+2) | Tsjecho-Slowakije                                       | 3 – 1 | Griekenland            | Olympisch Stadion, Rome Toeschouwers: 4.726 Scheidsrechter: Pat Partridge (ENG) |
| 14 juni EK 1980 Groep A № 187 «onderlinge duels» 20:30 uur (UTC+2) | Antonín Panenka 6' Ladislav Vízek 26' Zdeněk Nehoda 62' |       | 15' Nikos Anastopoulos | Olympisch Stadion, Rome Toeschouwers: 4.726 Scheidsrechter: Pat Partridge (ENG) |

|                                                                |             |       |                |                                                                                   |
| 17 juni EK 1980 Groep A № 188 «onderlinge duels» 20:30 (UTC+2) | Griekenland | 0 – 0 | West-Duitsland | Stadio Comunale, Turijn Toeschouwers: 13.901 Scheidsrechter: Brian McGinlay (SCO) |
| 17 juni EK 1980 Groep A № 188 «onderlinge duels» 20:30 (UTC+2) |             |       |                | Stadio Comunale, Turijn Toeschouwers: 13.901 Scheidsrechter: Brian McGinlay (SCO) |

|  |  |  |  |  |  |  |  |  |

|                                                                            |            |                  |             |                                                                                    |
| 15 oktober WK 1982 kwalificatie № 189 «onderlinge duels» 19:30 uur (UTC+1) | Denemarken | 0 – 1            | Griekenland | Idrætsparken, Kopenhagen Toeschouwers: 45.700 Scheidsrechter: Éamonn Farrell (IRL) |
| 15 oktober WK 1982 kwalificatie № 189 «onderlinge duels» 19:30 uur (UTC+1) |            | 50' Ntinos Kouis |             | Idrætsparken, Kopenhagen Toeschouwers: 45.700 Scheidsrechter: Éamonn Farrell (IRL) |

|                                                                          |                                                                      |       |                                                    |                                                                                                |
| 11 november Vriendschappelijk № 190 «onderlinge duels» 14:45 uur (UTC+2) | Griekenland                                                          | 3 – 3 | Australië                                          | Leoforos Alexandrasstadion, Athene Toeschouwers: 11.300 Scheidsrechter: Vasilis Vourakis (GRE) |
| 11 november Vriendschappelijk № 190 «onderlinge duels» 14:45 uur (UTC+2) | Giannis Damanakis 25' Mimis Domazos 68' Giorgos Delikaris 90' (pen.) |       | 23' Gary Cole 85' Murray Barnes 88' Theo Selemidis | Leoforos Alexandrasstadion, Athene Toeschouwers: 11.300 Scheidsrechter: Vasilis Vourakis (GRE) |

|                                                                            |             |                                            |        |                                                                                              |
| 6 december WK 1982 kwalificatie № 191 «onderlinge duels» 14:30 uur (UTC+2) | Griekenland | 0 – 2                                      | Italië | Leoforos Alexandrasstadion, Athene Toeschouwers: 25.000 Scheidsrechter: Michel Vautrot (FRA) |
| 6 december WK 1982 kwalificatie № 191 «onderlinge duels» 14:30 uur (UTC+2) |             | 11' Giancarlo Antognoni 81' Gaetano Scirea |        | Leoforos Alexandrasstadion, Athene Toeschouwers: 25.000 Scheidsrechter: Michel Vautrot (FRA) |

### 1981
|                                                                        |                                            |       |           |                                                                                           |
| 28 januari WK 1982 kwalificatie № 192 «onderlinge duels» 15:00 (UTC+2) | Griekenland                                | 2 – 0 | Luxemburg | Kaftanzogliostadion, Thessaloniki Toeschouwers: 10.000 Scheidsrechter: Nikola Dudin (BUL) |
| 28 januari WK 1982 kwalificatie № 192 «onderlinge duels» 15:00 (UTC+2) | Konstandinos Kouis 8' Giorgos Kostikos 33' |       |           | Kaftanzogliostadion, Thessaloniki Toeschouwers: 10.000 Scheidsrechter: Nikola Dudin (BUL) |

|                                                                      |           |                                                 |             |                                                                                   |
| 11 maart WK 1982 kwalificatie № 193 «onderlinge duels» 19:15 (UTC+1) | Luxemburg | 0 – 2                                           | Griekenland | Stade Municipal, Luxemburg Toeschouwers: 8.500 Scheidsrechter: Peter Scherz (SUI) |
| 11 maart WK 1982 kwalificatie № 193 «onderlinge duels» 19:15 (UTC+1) |           | 31' Konstandinos Kouis 54' (pen.) Thomas Mavros |             | Stade Municipal, Luxemburg Toeschouwers: 8.500 Scheidsrechter: Peter Scherz (SUI) |

|                                                                       |        |                      |             |                                                                                         |
| 15 april Vriendschappelijk № 194 «onderlinge duels» 20:30 uur (UTC+3) | Cyprus | 0 – 1                | Griekenland | Makariostadion, Nicosia Toeschouwers: 10.000 Scheidsrechter: Giorgos Chrissanthou (CYP) |
| 15 april Vriendschappelijk № 194 «onderlinge duels» 20:30 uur (UTC+3) |        | 33' Kostas Iosifidis |             | Makariostadion, Nicosia Toeschouwers: 10.000 Scheidsrechter: Giorgos Chrissanthou (CYP) |

|                                                                          | |       |                             |                                                                                 |
| 29 april WK 1982 kwalificatie № 195 «onderlinge duels» 18:00 uur (UTC+1) | Joegoslavië                                                                                            | 5 – 1 | Griekenland                 | Poljudstadion, Split Toeschouwers: 45.000 Scheidsrechter: Valeriy Butenko (URS) |
| 29 april WK 1982 kwalificatie № 195 «onderlinge duels» 18:00 uur (UTC+1) | Edhem Šljivo 7' Vahid Halilhodžić 23' Dragan Pantelić 42' (pen.) Zlatko Vujović 50' Zlatko Vujović 56' |       | 76' (pen.) Giorgos Kostikos | Poljudstadion, Split Toeschouwers: 45.000 Scheidsrechter: Valeriy Butenko (URS) |

|                                                                           |                                       |       |                    |                                                                                                   |
| 23 september Vriendschappelijk № 196 «onderlinge duels» 16:30 uur (UTC+3) | Griekenland                           | 2 – 1 | Zweden             | Kleanthis Vikelidisstadion, Thessaloniki Toeschouwers: 10.000 Scheidsrechter: Romeo Stâncan (ROU) |
| 23 september Vriendschappelijk № 196 «onderlinge duels» 16:30 uur (UTC+3) | Nikos Anastopoulos 7' Dinos Kouis 72' |       | 76' Thomas Larsson | Kleanthis Vikelidisstadion, Thessaloniki Toeschouwers: 10.000 Scheidsrechter: Romeo Stâncan (ROU) |

|                                                                            |                                         |       |                                                           |                                                                                                 |
| 14 oktober WK 1982 kwalificatie № 197 «onderlinge duels» 15:30 uur (UTC+2) | Griekenland                             | 2 – 3 | Denemarken                                                | Kleanthis Vikelidisstadion, Thessaloniki Toeschouwers: 18.000 Scheidsrechter: Josef Bucek (AUT) |
| 14 oktober WK 1982 kwalificatie № 197 «onderlinge duels» 15:30 uur (UTC+2) | Nikos Anastopoulos 60' Ntinos Kouis 84' |       | 6' Søren Lerby 27' Frank Arnesen 62' Preben Elkjær Larsen | Kleanthis Vikelidisstadion, Thessaloniki Toeschouwers: 18.000 Scheidsrechter: Josef Bucek (AUT) |

|                                                                             |                 |       |                 |                                                                                   |
| 14 november WK 1982 kwalificatie № 198 «onderlinge duels» 14:30 uur (UTC+1) | Italië          | 1 – 1 | Griekenland     | Stadio Comunale, Turijn Toeschouwers: 39.670 Scheidsrechter: Nicolae Rainea (ROU) |
| 14 november WK 1982 kwalificatie № 198 «onderlinge duels» 14:30 uur (UTC+1) | Bruno Conti 61' |       | 87' Dinos Kouis | Stadio Comunale, Turijn Toeschouwers: 39.670 Scheidsrechter: Nicolae Rainea (ROU) |

|                                                                             |                  |       |                                    |                                                                                                 |
| 29 november WK 1982 kwalificatie № 199 «onderlinge duels» 14:30 uur (UTC+2) | Griekenland      | 1 – 2 | Joegoslavië                        | Georgios Karaiskákisstadion, Piraeus Toeschouwers: 11.595 Scheidsrechter: George Courtney (ENG) |
| 29 november WK 1982 kwalificatie № 199 «onderlinge duels» 14:30 uur (UTC+2) | Thomas Mavros 6' |       | 22' Ivica Šurjak 39' Jure Jerković | Georgios Karaiskákisstadion, Piraeus Toeschouwers: 11.595 Scheidsrechter: George Courtney (ENG) |

### 1982
|                                                                         |                        |       |                                           |                                                                                              |
| 20 januari Vriendschappelijk № 200 «onderlinge duels» 15:00 uur (UTC+2) | Griekenland            | 1 – 2 | Portugal                                  | Nea Filadelfiastadion, Nea Filadelfeia Toeschouwers: 8.753 Scheidsrechter: Günter Linn (FRG) |
| 20 januari Vriendschappelijk № 200 «onderlinge duels» 15:00 uur (UTC+2) | Nikos Anastopoulos 24' |       | 42' António Oliveira 77' António Oliveira | Nea Filadelfiastadion, Nea Filadelfeia Toeschouwers: 8.753 Scheidsrechter: Günter Linn (FRG) |

|                                                                      |             |                      |     |                                                                                  |
| 10 februari Vriendschappelijk № 201 «onderlinge duels» 15:00 (UTC+2) | Griekenland | 0 – 1                | DDR | Rizoupolistadion, Athene Toeschouwers: 5.000 Scheidsrechter: Paolo Bergamo (ITA) |
| 10 februari Vriendschappelijk № 201 «onderlinge duels» 15:00 (UTC+2) |             | 71' Matthias Liebers |     | Rizoupolistadion, Athene Toeschouwers: 5.000 Scheidsrechter: Paolo Bergamo (ITA) |

|                                                                       |             |                                          |             | |
| 10 maart Vriendschappelijk № 202 «onderlinge duels» 15:15 uur (UTC+2) | Griekenland | 0 – 2                                    | Sovjet-Unie | Nea Filadelfiastadion, Nea Filadelfeia Toeschouwers: 8.000 Scheidsrechter: Jean-Marie Macheret (SUI) |
| 10 maart Vriendschappelijk № 202 «onderlinge duels» 15:15 uur (UTC+2) |             | 39' Fjodor Tsjerenkov 50' Leonid Boerjak |             | Nea Filadelfiastadion, Nea Filadelfeia Toeschouwers: 8.000 Scheidsrechter: Jean-Marie Macheret (SUI) |

|                                                                       |                                     |       |                 |                                                                                          |
| 24 maart Vriendschappelijk № 203 «onderlinge duels» 17:30 uur (UTC+1) | Tsjecho-Slowakije                   | 2 – 1 | Griekenland     | Stadion Evžena Rošického, Praag Toeschouwers: 10.000 Scheidsrechter: Heinz Fahnler (AUT) |
| 24 maart Vriendschappelijk № 203 «onderlinge duels» 17:30 uur (UTC+1) | Libor Radimec 50' Karel Jarolím 86' |       | 42' Dinos Kouis | Stadion Evžena Rošického, Praag Toeschouwers: 10.000 Scheidsrechter: Heinz Fahnler (AUT) |

|                                                                       |               |       |             |                                                                                         |
| 14 april Vriendschappelijk № 204 «onderlinge duels» 19:30 uur (UTC+1) | Nederland     | 1 – 0 | Griekenland | Philips-sportpark, Eindhoven Toeschouwers: 16.500 Scheidsrechter: Georges Konrath (FRA) |
| 14 april Vriendschappelijk № 204 «onderlinge duels» 19:30 uur (UTC+1) | Edo Ophof 54' |       |             | Philips-sportpark, Eindhoven Toeschouwers: 16.500 Scheidsrechter: Georges Konrath (FRA) |

|                                                                       |           |                                              |             |                                                                                            |
| 9 oktober EK 1984 kwalificatie № 205 «onderlinge duels» 15:30 (UTC+1) | Luxemburg | 0 – 2                                        | Griekenland | Stade Municipal, Luxemburg Toeschouwers: 2.940 Scheidsrechter: Karl-Heinz Tritschler (FRG) |
| 9 oktober EK 1984 kwalificatie № 205 «onderlinge duels» 15:30 (UTC+1) |           | 8' Nikos Anastopoulos 25' Nikos Anastopoulos |             | Stade Municipal, Luxemburg Toeschouwers: 2.940 Scheidsrechter: Karl-Heinz Tritschler (FRG) |

|                                                                         |                            |       |                   |                                                                                      |
| 27 oktober Vriendschappelijk № 206 «onderlinge duels» 17:30 uur (UTC+2) | Cyprus                     | 1 – 1 | Griekenland       | Makariostadion, Nicosia Toeschouwers: 3.500 Scheidsrechter: Vasos Konstantinou (CYP) |
| 27 oktober Vriendschappelijk № 206 «onderlinge duels» 17:30 uur (UTC+2) | Giannakis Giangoudakis 90' |       | 89' Thomas Mavros | Makariostadion, Nicosia Toeschouwers: 3.500 Scheidsrechter: Vasos Konstantinou (CYP) |

|                                                                             |             |                                                  |          |                                                                                       |
| 17 november EK 1984 kwalificatie № 207 «onderlinge duels» 14:00 uur (UTC+2) | Griekenland | 0 – 3                                            | Engeland | Kaftanzogliostadion, Saloniki Toeschouwers: 43.000 Scheidsrechter: Adolf Prokop (GDR) |
| 17 november EK 1984 kwalificatie № 207 «onderlinge duels» 14:00 uur (UTC+2) |             | 2' Tony Woodcock 63' Tony Woodcock 68' Sammy Lee |          | Kaftanzogliostadion, Saloniki Toeschouwers: 43.000 Scheidsrechter: Adolf Prokop (GDR) |

|                                                                         |                        |       |                                                    |                                                                                     |
| 1 december Vriendschappelijk № 208 «onderlinge duels» 16:00 uur (UTC+2) | Griekenland            | 1 – 3 | Zwitserland                                        | Olympisch Stadion, Athene Toeschouwers: 15.000 Scheidsrechter: Ahmed Yasharov (BUL) |
| 1 december Vriendschappelijk № 208 «onderlinge duels» 16:00 uur (UTC+2) | Nikos Anastopoulos 23' |       | 9' Andy Egli 61' Claudio Sulser 79' Claudio Sulser | Olympisch Stadion, Athene Toeschouwers: 15.000 Scheidsrechter: Ahmed Yasharov (BUL) |

|                                                                          |                         |       |        |                                                                                             |
| 22 december Vriendschappelijk № 209 «onderlinge duels» 14:30 uur (UTC+2) | Griekenland             | 1 – 0 | Cyprus | Nationaal Stadion Zosimades, Ioannina Toeschouwers: 8.000 Scheidsrechter: Nikos Fakis (GRE) |
| 22 december Vriendschappelijk № 209 «onderlinge duels» 14:30 uur (UTC+2) | Giorgos Semertzidis 40' |       |        | Nationaal Stadion Zosimades, Ioannina Toeschouwers: 8.000 Scheidsrechter: Nikos Fakis (GRE) |

### 1983
|                                                                         |                                                                  |       |                   |                                                                                            |
| 2 februari Vriendschappelijk № 210 «onderlinge duels» 14:45 uur (UTC+2) | Griekenland                                                      | 1 – 3 | Roemenië          | Alcazarstadion, Larissa Toeschouwers: 16.000 Scheidsrechter: Vangelis Giannagoudakis (GRE) |
| 2 februari Vriendschappelijk № 210 «onderlinge duels» 14:45 uur (UTC+2) | Vangelis Kousoulakis 16' Rodion Cămătaru 24' Rodion Cămătaru 46' |       | 10' László Bölöni | Alcazarstadion, Larissa Toeschouwers: 16.000 Scheidsrechter: Vangelis Giannagoudakis (GRE) |

|                                                                      |                                      |       |                         |                                                                                    |
| 23 februari Vriendschappelijk № 211 «onderlinge duels» 17:00 (UTC+1) | DDR                                  | 2 – 1 | Griekenland             | Rudolf Harbigstadion, Dresden Toeschouwers: 7.500 Scheidsrechter: Ivan Gregr (TCH) |
| 23 februari Vriendschappelijk № 211 «onderlinge duels» 17:00 (UTC+1) | Hans Richter 18' Joachim Streich 33' |       | 30' Christos Ardizoglou | Rudolf Harbigstadion, Dresden Toeschouwers: 7.500 Scheidsrechter: Ivan Gregr (TCH) |

|                                                                        |          |       |             |                                                                                  |
| 30 maart EK 1984 kwalificatie № 212 «onderlinge duels» 19:45 uur (UTC) | Engeland | 0 – 0 | Griekenland | Wembley Stadium, Londen Toeschouwers: 48.500 Scheidsrechter: Dusan Krchnak (TCH) |
| 30 maart EK 1984 kwalificatie № 212 «onderlinge duels» 19:45 uur (UTC) |          |       |             | Wembley Stadium, Londen Toeschouwers: 48.500 Scheidsrechter: Dusan Krchnak (TCH) |

|                                                                          |                |       |             |                                                                                      |
| 27 april EK 1984 kwalificatie № 213 «onderlinge duels» 19:00 uur (UTC+2) | Denemarken     | 1 – 0 | Griekenland | Idrætsparken, Kopenhagen Toeschouwers: 33.710 Scheidsrechter: Romualdas Yushka (URS) |
| 27 april EK 1984 kwalificatie № 213 «onderlinge duels» 19:00 uur (UTC+2) | Søren Busk 76' |       |             | Idrætsparken, Kopenhagen Toeschouwers: 33.710 Scheidsrechter: Romualdas Yushka (URS) |

|                                                                        |                                     |       |                                                                   |                                                                                  |
| 15 mei EK 1984 kwalificatie № 214 «onderlinge duels» 20:00 uur (UTC+2) | Hongarije                           | 2 – 3 | Griekenland                                                       | Népstadion, Boedapest Toeschouwers: 13.126 Scheidsrechter: Edvard Šoštarič (YUG) |
| 15 mei EK 1984 kwalificatie № 214 «onderlinge duels» 20:00 uur (UTC+2) | Tibor Nyilasi 24' Gyula Hajszán 88' |       | 16' Nikos Anastopoulos 34' Giorgos Kostikos 52' Lakis Papaioannou | Népstadion, Boedapest Toeschouwers: 13.126 Scheidsrechter: Edvard Šoštarič (YUG) |

|                                                                        |                                                        |       |             |                                                                                        |
| 5 oktober Vriendschappelijk № 215 «onderlinge duels» 20:30 uur (UTC+1) | Italië                                                 | 3 – 0 | Griekenland | Stadio della Vittoria, Bari Toeschouwers: 40.000 Scheidsrechter: Horst Brummeier (AUT) |
| 5 oktober Vriendschappelijk № 215 «onderlinge duels» 20:30 uur (UTC+1) | Bruno Giordano 15' Antonio Cabrini 23' Paolo Rossi 36' |       |             | Stadio della Vittoria, Bari Toeschouwers: 40.000 Scheidsrechter: Horst Brummeier (AUT) |

|                                                                             |             |                                             |            |                                                                                    |
| 16 november EK 1984 kwalificatie № 216 «onderlinge duels» 18:00 uur (UTC+2) | Griekenland | 0 – 2                                       | Denemarken | Olympisch Stadion, Athene Toeschouwers: 32.000 Scheidsrechter: Paolo Bergamo (ITA) |
| 16 november EK 1984 kwalificatie № 216 «onderlinge duels» 18:00 uur (UTC+2) |             | 16' Preben Elkjær Larsen 47' Allan Simonsen |            | Olympisch Stadion, Athene Toeschouwers: 32.000 Scheidsrechter: Paolo Bergamo (ITA) |

|                                                                            |                                              |       |                                              |                                                                                     |
| 3 december EK 1984 kwalificatie № 217 «onderlinge duels» 15:00 uur (UTC+2) | Griekenland                                  | 2 – 2 | Hongarije                                    | Kaftanzogliostadion, Thessaloniki Toeschouwers: 651 Scheidsrechter: Ioan Igna (ROU) |
| 3 december EK 1984 kwalificatie № 217 «onderlinge duels» 15:00 uur (UTC+2) | Nikos Anastopoulos 6' Nikos Anastopoulos 56' |       | 12' (pen.) József Kardos 40' András Törőcsik | Kaftanzogliostadion, Thessaloniki Toeschouwers: 651 Scheidsrechter: Ioan Igna (ROU) |

|                                                                         |                        |       |           | |
| 14 december EK 1984 kwalificatie № 218 «onderlinge duels» 14:45 (UTC+2) | Griekenland            | 1 – 0 | Luxemburg | Georgios Karaiskákisstadion, Piraeus Toeschouwers: 5.000 Scheidsrechter: Velitchko Tzontchev (BUL) |
| 14 december EK 1984 kwalificatie № 218 «onderlinge duels» 14:45 (UTC+2) | Dimitros Saravakos 18' |       |           | Georgios Karaiskákisstadion, Piraeus Toeschouwers: 5.000 Scheidsrechter: Velitchko Tzontchev (BUL) |

### 1984
|                                                                         |                     |       |       |                                                                                            |
| 18 januari Vriendschappelijk № 219 «onderlinge duels» 15:00 uur (UTC+2) | Griekenland         | 1 – 0 | Polen | Georgios Karaiskákisstadion, Piraeus Toeschouwers: 7.000 Scheidsrechter: Nikos Fakis (GRE) |
| 18 januari Vriendschappelijk № 219 «onderlinge duels» 15:00 uur (UTC+2) | Nikos Karoulias 52' |       |       | Georgios Karaiskákisstadion, Piraeus Toeschouwers: 7.000 Scheidsrechter: Nikos Fakis (GRE) |

|                                                                      |                               |       |                                                            | |
| 15 februari Vriendschappelijk № 220 «onderlinge duels» 15:30 (UTC+2) | Griekenland                   | 1 – 3 | DDR                                                        | Olympisch Stadion Spyridon Louis, Athene Toeschouwers: 5.000 Scheidsrechter: Mihalis Antoniou (CYP) |
| 15 februari Vriendschappelijk № 220 «onderlinge duels» 15:30 (UTC+2) | Nikos Anastapoulos 33' (pen.) |       | 67' Matthias Döschner 82' Jürgen Raab 86' Torsten Gütschow | Olympisch Stadion Spyridon Louis, Athene Toeschouwers: 5.000 Scheidsrechter: Mihalis Antoniou (CYP) |

|                                                                      |                                   |       |             |                                                                                         |
| 7 maart Vriendschappelijk № 221 «onderlinge duels» 14:30 uur (UTC+2) | Roemenië                          | 2 – 0 | Griekenland | Stadionul Central, Craiova Toeschouwers: 15.000 Scheidsrechter: Menahem Ashkenazi (ISR) |
| 7 maart Vriendschappelijk № 221 «onderlinge duels» 14:30 uur (UTC+2) | Marcel Coraş 17' Dorin Mateuț 61' |       |             | Stadionul Central, Craiova Toeschouwers: 15.000 Scheidsrechter: Menahem Ashkenazi (ISR) |

|                                                                       |                       |       |                       |                                                                                           |
| 11 april Vriendschappelijk № 222 «onderlinge duels» 17:00 uur (UTC+3) | Griekenland           | 1 – 1 | Cyprus                | Apostolos Nikolaidisstadion, Athene Toeschouwers: 2.942 Scheidsrechter: Nikos Fakis (GRE) |
| 11 april Vriendschappelijk № 222 «onderlinge duels» 17:00 uur (UTC+3) | Nikos Anastopoulos 5' |       | 72' Fanis Theophanous | Apostolos Nikolaidisstadion, Athene Toeschouwers: 2.942 Scheidsrechter: Nikos Fakis (GRE) |

|                                                                       |            |       |             |                                                                                        |
| 18 april Vriendschappelijk № 223 «onderlinge duels» 19:00 uur (UTC+2) | Oostenrijk | 0 – 0 | Griekenland | Gerhard Hanappistadion, Wenen Toeschouwers: 9.700 Scheidsrechter: Werner Föckler (FRG) |
| 18 april Vriendschappelijk № 223 «onderlinge duels» 19:00 uur (UTC+2) |            |       |             | Gerhard Hanappistadion, Wenen Toeschouwers: 9.700 Scheidsrechter: Werner Föckler (FRG) |

|                                                                          |        |                                               |             |                                                                                  |
| 1 september Vriendschappelijk № 224 «onderlinge duels» 17:30 uur (UTC+3) | Cyprus | 0 – 2                                         | Griekenland | Tsirionstadion, Limasol Toeschouwers: 6.000 Scheidsrechter: Kyros Georgiou (CYP) |
| 1 september Vriendschappelijk № 224 «onderlinge duels» 17:30 uur (UTC+3) |        | 84' Giorgos Mitsibonas 90' Nikos Anastopoulos |             | Tsirionstadion, Limasol Toeschouwers: 6.000 Scheidsrechter: Kyros Georgiou (CYP) |

|                                                                          |             |                |                   |                                                                                       |
| 5 september Vriendschappelijk № 225 «onderlinge duels» 21:00 uur (UTC+3) | Griekenland | 0 – 1          | Tsjecho-Slowakije | Olympisch Stadion, Amarousio Toeschouwers: 4.136 Scheidsrechter: Milorad Vlajić (YUG) |
| 5 september Vriendschappelijk № 225 «onderlinge duels» 21:00 uur (UTC+3) |             | 64' Jan Berger |                   | Olympisch Stadion, Amarousio Toeschouwers: 4.136 Scheidsrechter: Milorad Vlajić (YUG) |

|                                                                       |                      |       |             |                                                                                             |
| 12 september Vriendschappelijk № 226 «onderlinge duels» 17:00 (UTC+2) | DDR                  | 1 – 0 | Griekenland | Georgi Dimitroffstadion, Zwickau Toeschouwers: 2.500 Scheidsrechter: Erik Fredriksson (SWE) |
| 12 september Vriendschappelijk № 226 «onderlinge duels» 17:00 (UTC+2) | Torsten Gütschow 23' |       |             | Georgi Dimitroffstadion, Zwickau Toeschouwers: 2.500 Scheidsrechter: Erik Fredriksson (SWE) |

|                                                                        |                                             |       |                             | |
| 9 oktober Vriendschappelijk № 227 «onderlinge duels» 15:30 uur (UTC+2) | Griekenland                                 | 2 – 2 | Israël                      | Olympisch Stadion Spyridon Louis, Athene Toeschouwers: 2.500 Scheidsrechter: Sotos Afxentiou (CYP) |
| 9 oktober Vriendschappelijk № 227 «onderlinge duels» 15:30 uur (UTC+2) | Giorgos Semertzidis 15' Stelios Manolas 84' |       | 13' Avi Cohen 51' Eli Ohana | Olympisch Stadion Spyridon Louis, Athene Toeschouwers: 2.500 Scheidsrechter: Sotos Afxentiou (CYP) |

|                                                                        |                                                                            |       |                       |                                                                                     |
| 17 oktober WK 1986 kwalificatie № 228 «onderlinge duels» 17:00 (UTC+1) | Polen                                                                      | 3 – 1 | Griekenland           | Stadion Górnika, Zabrze Toeschouwers: 15.000 Scheidsrechter: Svein Inge Thime (NOR) |
| 17 oktober WK 1986 kwalificatie № 228 «onderlinge duels» 17:00 (UTC+1) | Włodzimierz Smolarek 62' Dariusz Dziekanowski 65' Dariusz Dziekanowski 79' |       | 35' Tasos Mitropoulos | Stadion Górnika, Zabrze Toeschouwers: 15.000 Scheidsrechter: Svein Inge Thime (NOR) |

|                                                                         |                                               |       |          | |
| 5 december Vriendschappelijk № 229 «onderlinge duels» 16:30 uur (UTC+2) | Griekenland                                   | 2 – 1 | Roemenië | Olympisch Stadion Spyridon Louis, Athene Toeschouwers: 1.037 Scheidsrechter: Damir Matovinovič (YUG) |
| 5 december Vriendschappelijk № 229 «onderlinge duels» 16:30 uur (UTC+2) | Nikos Anastopoulos 49' Nikos Anastopoulos 87' |       | Goal     | Olympisch Stadion Spyridon Louis, Athene Toeschouwers: 1.037 Scheidsrechter: Damir Matovinovič (YUG) |

|                                                                             |             |       |        |                                                                                                   |
| 19 december WK 1986 kwalificatie № 230 «onderlinge duels» 16:30 uur (UTC+2) | Griekenland | 0 – 0 | België | Olympisch Stadion Spyridon Louis, Athene Toeschouwers: 23.194 Scheidsrechter: Heinz Fahnler (AUT) |
| 19 december WK 1986 kwalificatie № 230 «onderlinge duels» 16:30 uur (UTC+2) |             |       |        | Olympisch Stadion Spyridon Louis, Athene Toeschouwers: 23.194 Scheidsrechter: Heinz Fahnler (AUT) |

### 1985
|                                                      |        |                                           |             |                                                                                     |
| 9 januari Vriendschappelijk № 231 «onderlinge duels» | Israël | 0 – 2                                     | Griekenland | Bloomfieldstadion, Tel Aviv Toeschouwers: 3.000 Scheidsrechter: Jakob Baumann (SUI) |
| 9 januari Vriendschappelijk № 231 «onderlinge duels» |        | 23' Nikos Anastopoulos 72' Savvas Kofidis |             | Bloomfieldstadion, Tel Aviv Toeschouwers: 3.000 Scheidsrechter: Jakob Baumann (SUI) |

|                                                                             |                                           |       |         |                                                                                              |
| 27 februari WK 1986 kwalificatie № 232 «onderlinge duels» 16:15 uur (UTC+2) | Griekenland                               | 2 – 0 | Albanië | Olympisch Stadion Spyridon Louis, Athene Toeschouwers: 8.133 Scheidsrechter: Ioan Igna (ROU) |
| 27 februari WK 1986 kwalificatie № 232 «onderlinge duels» 16:15 uur (UTC+2) | Dimitris Saravakos 9' Kostas Antoniou 37' |       |         | Olympisch Stadion Spyridon Louis, Athene Toeschouwers: 8.133 Scheidsrechter: Ioan Igna (ROU) |

|                                                                       |             |       |        |                                                                                                 |
| 13 maart Vriendschappelijk № 233 «onderlinge duels» 16:15 uur (UTC+2) | Griekenland | 0 – 0 | Italië | Olympisch Stadion Spyridon Louis, Athene Toeschouwers: 8.000 Scheidsrechter: Lajos Németh (HUN) |
| 13 maart Vriendschappelijk № 233 «onderlinge duels» 16:15 uur (UTC+2) |             |       |        | Olympisch Stadion Spyridon Louis, Athene Toeschouwers: 8.000 Scheidsrechter: Lajos Németh (HUN) |

|                                                                          |                                      |       |             |                                                                                 |
| 27 maart WK 1986 kwalificatie № 234 «onderlinge duels» 20:00 uur (UTC+1) | België                               | 2 – 0 | Griekenland | Heizelstadion, Brussel Toeschouwers: 31.007 Scheidsrechter: Keith Hackett (ENG) |
| 27 maart WK 1986 kwalificatie № 234 «onderlinge duels» 20:00 uur (UTC+1) | Frank Vercauteren 69' Enzo Scifo 89' |       |             | Heizelstadion, Brussel Toeschouwers: 31.007 Scheidsrechter: Keith Hackett (ENG) |

|                                                                    |                        |       |                                                                                           |                                                                                     |
| 19 mei WK 1986 kwalificatie № 235 «onderlinge duels» 18:30 (UTC+3) | Griekenland            | 1 – 4 | Polen                                                                                     | Olympisch Stadion, Athene Toeschouwers: 40.000 Scheidsrechter: Zoran Petrović (YUG) |
| 19 mei WK 1986 kwalificatie № 235 «onderlinge duels» 18:30 (UTC+3) | Nikos Anastopoulos 47' |       | 25' Włodzimierz Smolarek 58' Marek Ostrowski 78' Zbigniew Boniek 90' Dariusz Dziekanowski | Olympisch Stadion, Athene Toeschouwers: 40.000 Scheidsrechter: Zoran Petrović (YUG) |

|                                                                         |             |                                   |           |                                                                                            |
| 16 oktober Vriendschappelijk № 236 «onderlinge duels» 15:00 uur (UTC+2) | Griekenland | 0 – 2                             | Bulgarije | Kaftanzogliostadion, Thessaloniki Toeschouwers: 8.000 Scheidsrechter: Milorad Vlajić (YUG) |
| 16 oktober Vriendschappelijk № 236 «onderlinge duels» 15:00 uur (UTC+2) |             | 68' Hristo Kolev 79' Ayan Sadakov |           | Kaftanzogliostadion, Thessaloniki Toeschouwers: 8.000 Scheidsrechter: Milorad Vlajić (YUG) |

|                                                                            |                 |       |                       |                                                                                   |
| 30 oktober WK 1986 kwalificatie № 237 «onderlinge duels» 14:30 uur (UTC+1) | Albanië         | 1 – 1 | Griekenland           | Qemal Stafastadion, Tirana Toeschouwers: 17.000 Scheidsrechter: Raul Nazaré (POR) |
| 30 oktober WK 1986 kwalificatie № 237 «onderlinge duels» 14:30 uur (UTC+1) | Bedri Omuri 26' |       | 51' Giorgos Skartados | Qemal Stafastadion, Tirana Toeschouwers: 17.000 Scheidsrechter: Raul Nazaré (POR) |

### 1986
|                                                                         |       |                        |             |                                                                                          |
| 17 januari Vriendschappelijk № 238 «onderlinge duels» 17:00 uur (UTC+3) | Qatar | 0 – 1                  | Griekenland | Khalifa Internationaal Stadion, Al Rayyan Toeschouwers: 500 Scheidsrechter: Gordon (ENG) |
| 17 januari Vriendschappelijk № 238 «onderlinge duels» 17:00 uur (UTC+3) |       | 12' Dimitris Saravakos |             | Khalifa Internationaal Stadion, Al Rayyan Toeschouwers: 500 Scheidsrechter: Gordon (ENG) |

|                                                                          |             |       |        | |
| 19 februari Vriendschappelijk № 239 «onderlinge duels» 14:30 uur (UTC+2) | Griekenland | 0 – 0 | Cyprus | Olympisch Stadion Spyridon Louis, Athene Toeschouwers: 2.500 Scheidsrechter: Makis Germanakos (GRE) |
| 19 februari Vriendschappelijk № 239 «onderlinge duels» 14:30 uur (UTC+2) |             |       |        | Olympisch Stadion Spyridon Louis, Athene Toeschouwers: 2.500 Scheidsrechter: Makis Germanakos (GRE) |

|                                                                   |                                                      |       |     | |
| 26 maart Vriendschappelijk № 240 «onderlinge duels» 18:30 (UTC+2) | Griekenland                                          | 2 – 0 | DDR | Georgios Karaiskákisstadion, Athene Toeschouwers: 15.000 Scheidsrechter: Christos Kolokythas (GRE) |
| 26 maart Vriendschappelijk № 240 «onderlinge duels» 18:30 (UTC+2) | Nikos Anastopoulos 63' (pen.) Dimitris Saravakos 86' |       |     | Georgios Karaiskákisstadion, Athene Toeschouwers: 15.000 Scheidsrechter: Christos Kolokythas (GRE) |

|                                                                    |        |       |             |                                                                             |
| 1 mei Vriendschappelijk № 241 «onderlinge duels» 18:00 uur (UTC+2) | Zweden | 0 – 0 | Griekenland | Malmö Stadion, Malmö Toeschouwers: 9.944 Scheidsrechter: Torbjørn Aas (NOR) |
| 1 mei Vriendschappelijk № 241 «onderlinge duels» 18:00 uur (UTC+2) |        |       |             | Malmö Stadion, Malmö Toeschouwers: 9.944 Scheidsrechter: Torbjørn Aas (NOR) |

|                                                                           |                                                        |       |                       |                                                                           |
| 24 september Vriendschappelijk № 242 «onderlinge duels» 20:30 uur (UTC+2) | Spanje                                                 | 3 – 1 | Griekenland           | El Molinón, Gijón Toeschouwers: 17.500 Scheidsrechter: Alain Delmer (FRA) |
| 24 september Vriendschappelijk № 242 «onderlinge duels» 20:30 uur (UTC+2) | Julio Salinas 35' Francisco López 39' Víctor Muñoz 79' |       | 81' Giorgos Skartados | El Molinón, Gijón Toeschouwers: 17.500 Scheidsrechter: Alain Delmer (FRA) |

|                                                                        |                                          |       |             |                                                                                   |
| 8 oktober Vriendschappelijk № 243 «onderlinge duels» 20:30 uur (UTC+1) | Italië                                   | 2 – 0 | Griekenland | Stadio Comunale, Bologna Toeschouwers: 45.000 Scheidsrechter: Renzo Peduzzi (SUI) |
| 8 oktober Vriendschappelijk № 243 «onderlinge duels» 20:30 uur (UTC+1) | Giuseppe Bergomi 8' Giuseppe Bergomi 68' |       |             | Stadio Comunale, Bologna Toeschouwers: 45.000 Scheidsrechter: Renzo Peduzzi (SUI) |

|                                                                        |                                                                |       |                               |                                                                                           |
| 15 oktober EK 1988 kwalificatie № 244 «onderlinge duels» 17:00 (UTC+1) | Polen                                                          | 2 – 1 | Griekenland                   | Stadion Miejski, Poznań Toeschouwers: 32.500 Scheidsrechter: Emilio Soriano Aladrén (ESP) |
| 15 oktober EK 1988 kwalificatie № 244 «onderlinge duels» 17:00 (UTC+1) | Dariusz Dziekanowski 5' (pen.) Dariusz Dziekanowski 40' (pen.) |       | 13' (pen.) Nikos Anastopoulos | Stadion Miejski, Poznań Toeschouwers: 32.500 Scheidsrechter: Emilio Soriano Aladrén (ESP) |

|                                                                             |                                              |       |               | |
| 12 november EK 1988 kwalificatie № 245 «onderlinge duels» 17:00 uur (UTC+2) | Griekenland                                  | 2 – 1 | Hongarije     | Olympisch Stadion Spyridon Louis, Athene Toeschouwers: 27.760 Scheidsrechter: Velodi Miminoshvili (URS) |
| 12 november EK 1988 kwalificatie № 245 «onderlinge duels» 17:00 uur (UTC+2) | Tasos Mitropoulos 39' Nikos Anastopoulos 65' |       | 73' Imre Boda | Olympisch Stadion Spyridon Louis, Athene Toeschouwers: 27.760 Scheidsrechter: Velodi Miminoshvili (URS) |

|                                                                            |                                             |       |                                                                                               |                                                                                     |
| 3 december EK 1988 kwalificatie № 246 «onderlinge duels» 14:30 uur (UTC+2) | Cyprus                                      | 2 – 4 | Griekenland                                                                                   | Makariostadion, Nicosia Toeschouwers: 7.528 Scheidsrechter: Velichko Tsonchev (BUL) |
| 3 december EK 1988 kwalificatie № 246 «onderlinge duels» 14:30 uur (UTC+2) | Evagoras Christofi 28' Giorgos Savvidis 41' |       | 13' Kostas Antoniou 48' Lakis Papaioannou 73' Kostas Batsinilas 86' (pen.) Nikos Anastopoulos | Makariostadion, Nicosia Toeschouwers: 7.528 Scheidsrechter: Velichko Tsonchev (BUL) |

### 1987
|                                                                      |                 |       |                       |                                                                                              |
| 7 januari Vriendschappelijk № 247 «onderlinge duels» 20:00 uur (UTC) | Portugal        | 1 – 1 | Griekenland           | Estádio Municipal, Portalegre Toeschouwers: 5.000 Scheidsrechter: Emilio Guruceta Muro (ESP) |
| 7 januari Vriendschappelijk № 247 «onderlinge duels» 20:00 uur (UTC) | José Coelho 27' |       | 90' Kostas Batsinilas | Estádio Municipal, Portalegre Toeschouwers: 5.000 Scheidsrechter: Emilio Guruceta Muro (ESP) |

|                                                                            |                                                                   |       |                  |                                                                                                 |
| 14 januari EK 1988 kwalificatie № 248 «onderlinge duels» 17:00 uur (UTC+2) | Griekenland                                                       | 3 – 1 | Cyprus           | Olympisch Stadion Spyridon Louis, Athene Toeschouwers: 41.076 Scheidsrechter: Helmut Kohl (AUT) |
| 14 januari EK 1988 kwalificatie № 248 «onderlinge duels» 17:00 uur (UTC+2) | Nikos Anastopoulos 54' Andreas Bonovas 63' Nikos Anastopoulos 66' |       | 60' Pavlos Savva | Olympisch Stadion Spyridon Louis, Athene Toeschouwers: 41.076 Scheidsrechter: Helmut Kohl (AUT) |

|                                                                       |                        |       |                          |                                                                                                 |
| 11 maart Vriendschappelijk № 249 «onderlinge duels» 18:00 uur (UTC+2) | Griekenland            | 1 – 1 | Roemenië                 | Georgios Karaiskákisstadion, Piraeus Toeschouwers: 6.000 Scheidsrechter: Makis Germanakos (GRE) |
| 11 maart Vriendschappelijk № 249 «onderlinge duels» 18:00 uur (UTC+2) | Dimitris Saravakos 52' |       | 84' (pen.) Gheorghe Hagi | Georgios Karaiskákisstadion, Piraeus Toeschouwers: 6.000 Scheidsrechter: Makis Germanakos (GRE) |

|                                                                          |                      |       |                       |                                                                            |
| 25 maart EK 1988 kwalificatie № 250 «onderlinge duels» 20:00 uur (UTC+1) | Nederland            | 1 – 1 | Griekenland           | De Kuip, Rotterdam Toeschouwers: 43.841 Scheidsrechter: Carlo Longhi (ITA) |
| 25 maart EK 1988 kwalificatie № 250 «onderlinge duels» 20:00 uur (UTC+1) | Marco van Basten 56' |       | 6' Dimitris Saravakos | De Kuip, Rotterdam Toeschouwers: 43.841 Scheidsrechter: Carlo Longhi (ITA) |

|                                                                      |                        |       |       |                                                                                     |
| 29 april EK 1988 kwalificatie № 251 «onderlinge duels» 21:00 (UTC+3) | Griekenland            | 1 – 0 | Polen | Olympisch Stadion, Athene Toeschouwers: 68.324 Scheidsrechter: Zoran Petrović (YUG) |
| 29 april EK 1988 kwalificatie № 251 «onderlinge duels» 21:00 (UTC+3) | Dimitris Saravakos 56' |       |       | Olympisch Stadion, Athene Toeschouwers: 68.324 Scheidsrechter: Zoran Petrović (YUG) |

|                                                                           |                                                             |       |             |                                                                                        |
| 23 september Vriendschappelijk № 252 «onderlinge duels» 18:30 uur (UTC+4) | Sovjet-Unie                                                 | 3 – 0 | Griekenland | Centraal Leninstadion, Moskou Toeschouwers: 10.000 Scheidsrechter: László Molnár (HUN) |
| 23 september Vriendschappelijk № 252 «onderlinge duels» 18:30 uur (UTC+4) | Igor Dobrovolski 25' Oleh Protasov 86' Ivan Jaremtsjoek 88' |       |             | Centraal Leninstadion, Moskou Toeschouwers: 10.000 Scheidsrechter: László Molnár (HUN) |

|                                                                        |                                    |       |                                                |                                                                                        |
| 7 oktober Vriendschappelijk № 253 «onderlinge duels» 15:00 uur (UTC+2) | Roemenië                           | 2 – 2 | Griekenland                                    | Stadionul Steaua, Boekarest Toeschouwers: 10.000 Scheidsrechter: Yaacov Scheiner (ISR) |
| 7 oktober Vriendschappelijk № 253 «onderlinge duels» 15:00 uur (UTC+2) | Mihai Ţârlea 72' László Bölöni 75' |       | 31' Nikos Anastopoulos 66' Petros Xanthopoulos | Stadionul Steaua, Boekarest Toeschouwers: 10.000 Scheidsrechter: Yaacov Scheiner (ISR) |

|                                                                            |                                                       |       |             |                                                                              |
| 14 oktober EK 1988 kwalificatie № 254 «onderlinge duels» 17:30 uur (UTC+1) | Honduras                                              | 3 – 0 | Griekenland | Népstadion, Boedapest Toeschouwers: 8.000 Scheidsrechter: Dieter Pauly (FRG) |
| 14 oktober EK 1988 kwalificatie № 254 «onderlinge duels» 17:30 uur (UTC+1) | Lajos Détári 4' György Bognár 12' Ferenc Mészáros 15' |       |             | Népstadion, Boedapest Toeschouwers: 8.000 Scheidsrechter: Dieter Pauly (FRG) |

|                                                                             |             |                                                       |           |                                                                                            |
| 16 december EK 1988 kwalificatie № 255 «onderlinge duels» 14:30 uur (UTC+2) | Griekenland | 0 – 3                                                 | Nederland | Nationaal Stadion Diagoras, Rhodos Toeschouwers: 3.432 Scheidsrechter: Keith Hackett (ENG) |
| 16 december EK 1988 kwalificatie № 255 «onderlinge duels» 14:30 uur (UTC+2) |             | 19' Ronald Koeman 75' Hans Gillhaus 81' Hans Gillhaus |           | Nationaal Stadion Diagoras, Rhodos Toeschouwers: 3.432 Scheidsrechter: Keith Hackett (ENG) |

### 1988
|                                                                          |                                                               |       |                                   | |
| 17 februari Vriendschappelijk № 256 «onderlinge duels» 20:00 uur (UTC+2) | Griekenland                                                   | 3 – 2 | Noord-Ierland                     | Olympisch Stadion Spyridon Louis, Amarousio Toeschouwers: 9.753 Scheidsrechter: Zdravko Jokić (YUG) |
| 17 februari Vriendschappelijk № 256 «onderlinge duels» 20:00 uur (UTC+2) | Stelios Manolas 61' Stelios Manolas 79' Tasos Mitropoulos 89' |       | 32' Colin Clarke 76' Colin Clarke | Olympisch Stadion Spyridon Louis, Amarousio Toeschouwers: 9.753 Scheidsrechter: Zdravko Jokić (YUG) |

|                                                                       |             |                                                                               |             | |
| 23 maart Vriendschappelijk № 257 «onderlinge duels» 19:30 uur (UTC+2) | Griekenland | 0 – 4                                                                         | Sovjet-Unie | Olympisch Stadion Spyridon Louis, Athene Toeschouwers: 18.000 Scheidsrechter: Manfred Neuner (FRG) |
| 23 maart Vriendschappelijk № 257 «onderlinge duels» 19:30 uur (UTC+2) |             | 2' Oleh Protasov 17' Hennadii Lytovchenko 49' Oleh Protasov 57' Oleh Protasov |             | Olympisch Stadion Spyridon Louis, Athene Toeschouwers: 18.000 Scheidsrechter: Manfred Neuner (FRG) |

|                                                                      |                                             |       |                                       |                                                                                             |
| 6 april Vriendschappelijk № 258 «onderlinge duels» 19:30 uur (UTC+3) | Griekenland                                 | 2 – 2 | Oostenrijk                            | Georgios Karaiskákisstadion, Piraeus Toeschouwers: 6.000 Scheidsrechter: Carlo Longhi (ITA) |
| 6 april Vriendschappelijk № 258 «onderlinge duels» 19:30 uur (UTC+3) | Dimitris Saravakos 2' Giorgos Skartados 25' |       | 18' Manfred Zsak 58' Gerald Willfurth | Georgios Karaiskákisstadion, Piraeus Toeschouwers: 6.000 Scheidsrechter: Carlo Longhi (ITA) |

|                                                                     |        |                     |             | |
| 19 mei Vriendschappelijk № 259 «onderlinge duels» 19:30 uur (UTC−4) | Canada | 0 – 1               | Griekenland | Complexe sportif Claude-Robillard, Montréal Toeschouwers: 5.137 Scheidsrechter: Pierluigi Magni (ITA) |
| 19 mei Vriendschappelijk № 259 «onderlinge duels» 19:30 uur (UTC−4) |        | 6' Thanasis Tsiolis |             | Complexe sportif Claude-Robillard, Montréal Toeschouwers: 5.137 Scheidsrechter: Pierluigi Magni (ITA) |

|                                                                                       |        |                                                                     |             |                                                                                    |
| 21 mei Vriendschappelijk Matthews Cup 1988 № 260 «onderlinge duels» 15:00 uur (UTC−4) | Canada | 0 – 3                                                               | Griekenland | Varsity Stadium, Toronto Toeschouwers: 8.763 Scheidsrechter: Pierluigi Magni (ITA) |
| 21 mei Vriendschappelijk Matthews Cup 1988 № 260 «onderlinge duels» 15:00 uur (UTC−4) |        | 26' Tasos Mitropoulos 53' Nikos Anastopoulos 72' Nikos Anastopoulos |             | Varsity Stadium, Toronto Toeschouwers: 8.763 Scheidsrechter: Pierluigi Magni (ITA) |

|                                                                     |       |                        |             |                                                                                      |
| 23 mei Vriendschappelijk Matthews Cup 1988 № 261 «onderlinge duels» | Chili | 0 – 1                  | Griekenland | Varsity Stadium, Toronto Toeschouwers: 11.106 Scheidsrechter: Tony Evangelista (CAN) |
| 23 mei Vriendschappelijk Matthews Cup 1988 № 261 «onderlinge duels» |       | 61' Nikos Anastopoulos |             | Varsity Stadium, Toronto Toeschouwers: 11.106 Scheidsrechter: Tony Evangelista (CAN) |

|                                                                     |               |       |             |                                                                                  |
| 28 mei Vriendschappelijk Matthews Cup 1988 № 262 «onderlinge duels» | Canada        | 0 – 0 | Griekenland | Varsity Stadium, Toronto Toeschouwers: 10.531 Scheidsrechter: Carlo Longhi (ITA) |
| 28 mei Vriendschappelijk Matthews Cup 1988 № 262 «onderlinge duels» |               |       |             | Varsity Stadium, Toronto Toeschouwers: 10.531 Scheidsrechter: Carlo Longhi (ITA) |
| 28 mei Vriendschappelijk Matthews Cup 1988 № 262 «onderlinge duels» | Strafschoppen |       |             | Varsity Stadium, Toronto Toeschouwers: 10.531 Scheidsrechter: Carlo Longhi (ITA) |
| 28 mei Vriendschappelijk Matthews Cup 1988 № 262 «onderlinge duels» | 4–2           |       |             | Varsity Stadium, Toronto Toeschouwers: 10.531 Scheidsrechter: Carlo Longhi (ITA) |

|                                                                      |                     |       |             | |
| 31 augustus Vriendschappelijk № 263 «onderlinge duels» 18:00 (UTC+2) | DDR                 | 1 – 0 | Griekenland | Friedrich-Ludwig-Jahn-Sportpark, Oost-Berlijn Toeschouwers: 6.500 Scheidsrechter: Michal Listkiewicz (POL) |
| 31 augustus Vriendschappelijk № 263 «onderlinge duels» 18:00 (UTC+2) | Matthias Sammer 24' |       |             | Friedrich-Ludwig-Jahn-Sportpark, Oost-Berlijn Toeschouwers: 6.500 Scheidsrechter: Michal Listkiewicz (POL) |

|                                                                           |                                                        |       |                        |                                                                                      |
| 21 september Vriendschappelijk № 264 «onderlinge duels» 16:00 uur (UTC+3) | Turkije                                                | 3 – 1 | Griekenland            | BJK Inönüstadion, Istanbul Toeschouwers: 30.593 Scheidsrechter: Werner Föckler (FRG) |
| 21 september Vriendschappelijk № 264 «onderlinge duels» 16:00 uur (UTC+3) | Tanju Çolak 8' (pen.) Oğuz Çetin 41' Rıdvan Dilmen 63' |       | 39' Nikos Anastopoulos | BJK Inönüstadion, Istanbul Toeschouwers: 30.593 Scheidsrechter: Werner Föckler (FRG) |

|                                                                            |                       |       |                      |                                                                                |
| 19 oktober WK 1990 kwalificatie № 265 «onderlinge duels» 19:30 uur (UTC+2) | Griekenland           | 1 – 1 | Denemarken           | Olympisch Stadion, Athene Toeschouwers: 19.349 Scheidsrechter: Esa Palsi (FIN) |
| 19 oktober WK 1990 kwalificatie № 265 «onderlinge duels» 19:30 uur (UTC+2) | Tasos Mitropoulos 41' |       | 56' Flemming Povlsen | Olympisch Stadion, Athene Toeschouwers: 19.349 Scheidsrechter: Esa Palsi (FIN) |

|                                                                            |                                                          |       |             |                                                                                          |
| 2 november WK 1990 kwalificatie № 266 «onderlinge duels» 14:30 uur (UTC+2) | Roemenië                                                 | 3 – 0 | Griekenland | Stadionul Steaua, Boekarest Toeschouwers: 11.013 Scheidsrechter: Hubert Forstinger (AUT) |
| 2 november WK 1990 kwalificatie № 266 «onderlinge duels» 14:30 uur (UTC+2) | Dorin Mateuț 26' Gheorghe Hagi 40' (pen.) Ioan Sabău 84' |       |             | Stadionul Steaua, Boekarest Toeschouwers: 11.013 Scheidsrechter: Hubert Forstinger (AUT) |

|                                                                          |                                                                     |       |           |                                                                                               |
| 15 november Vriendschappelijk № 267 «onderlinge duels» 18:00 uur (UTC+2) | Griekenland                                                         | 3 – 0 | Hongarije | Georgios Karaiskákisstadion, Piraeus Toeschouwers: 1.000 Scheidsrechter: Manfred Roßner (DDR) |
| 15 november Vriendschappelijk № 267 «onderlinge duels» 18:00 uur (UTC+2) | Kostas Lagonidis 3' Giotis Tsalouchidis 51' Giotis Tsalouchidis 53' |       |           | Georgios Karaiskákisstadion, Piraeus Toeschouwers: 1.000 Scheidsrechter: Manfred Roßner (DDR) |

### 1989
|                                                                         |                 |       |                      |                                                                                       |
| 18 januari Vriendschappelijk № 268 «onderlinge duels» 15:00 uur (UTC+1) | Albanië         | 1 – 1 | Griekenland          | Qemal Stafastadion, Tirana Toeschouwers: 8.200 Scheidsrechter: Plarent Kotherja (ALB) |
| 18 januari Vriendschappelijk № 268 «onderlinge duels» 15:00 uur (UTC+1) | Arben Minga 19' |       | 54' Nikos Tsiantakis | Qemal Stafastadion, Tirana Toeschouwers: 8.200 Scheidsrechter: Plarent Kotherja (ALB) |

|                                                                         |                       |       |                                    |                                                                                                |
| 25 januari Vriendschappelijk № 269 «onderlinge duels» 15:00 uur (UTC+2) | Griekenland           | 1 – 2 | Portugal                           | Olympisch Stadion Spyridon Louis, Athene Toeschouwers: 834 Scheidsrechter: Tullio Lanese (ITA) |
| 25 januari Vriendschappelijk № 269 «onderlinge duels» 15:00 uur (UTC+2) | Stefanos Borbokis 63' |       | 6' Adelino Nunes 65' Vítor Paneira | Olympisch Stadion Spyridon Louis, Athene Toeschouwers: 834 Scheidsrechter: Tullio Lanese (ITA) |

|                                                                         |                              |       |                                 |                                                                                    |
| 8 februari Vriendschappelijk № 270 «onderlinge duels» 15:00 uur (UTC+2) | Griekenland                  | 1 – 2 | Engeland                        | Olympisch Stadion, Athene Toeschouwers: 6.000 Scheidsrechter: Heinz Holzmann (AUT) |
| 8 februari Vriendschappelijk № 270 «onderlinge duels» 15:00 uur (UTC+2) | Dimitris Saravakos 1' (pen.) |       | 9' John Barnes 79' Bryan Robson | Olympisch Stadion, Athene Toeschouwers: 6.000 Scheidsrechter: Heinz Holzmann (AUT) |

|                                                                          |                                                                                             |       |                                     |                                                                                             |
| 22 februari Vriendschappelijk № 271 «onderlinge duels» 15:00 uur (UTC+2) | Griekenland                                                                                 | 4 – 2 | Noorwegen                           | Olympisch Stadion Spyridon Louis, Athene Toeschouwers: 994 Scheidsrechter: Brian Hill (ENG) |
| 22 februari Vriendschappelijk № 271 «onderlinge duels» 15:00 uur (UTC+2) | Giannis Samaras 37' Pagonis Vakalopoulos 55' Giotis Tsalouchidis 57' Dimitris Saravakos 63' |       | 51' Rune Bratseth 65' Gøran Sørloth | Olympisch Stadion Spyridon Louis, Athene Toeschouwers: 994 Scheidsrechter: Brian Hill (ENG) |

|                                                                  |                                                                    |       |                                    |                                                                                                 |
| 8 maart Vriendschappelijk № 272 «onderlinge duels» 15:00 (UTC+2) | Griekenland                                                        | 3 – 2 | DDR                                | Olympisch Stadion Spyridon Louis, Athene Toeschouwers: 2.000 Scheidsrechter: Carlo Longhi (ITA) |
| 8 maart Vriendschappelijk № 272 «onderlinge duels» 15:00 (UTC+2) | Dimitris Saravakos 21' Jens Wahl 29' (e.d.) Dimitris Saravakos 59' |       | 54' Damian Halata 66' Andreas Thom | Olympisch Stadion Spyridon Louis, Athene Toeschouwers: 2.000 Scheidsrechter: Carlo Longhi (ITA) |

|                                                                       |             |                   |         |                                                                                                  |
| 29 maart Vriendschappelijk № 273 «onderlinge duels» 20:00 uur (UTC+3) | Griekenland | 0 – 1             | Turkije | Olympisch Stadion Spyridon Louis, Athene Toeschouwers: 4.242 Scheidsrechter: Zdravko Jokić (YUG) |
| 29 maart Vriendschappelijk № 273 «onderlinge duels» 20:00 uur (UTC+3) |             | 39' Rıdvan Dilmen |         | Olympisch Stadion Spyridon Louis, Athene Toeschouwers: 4.242 Scheidsrechter: Zdravko Jokić (YUG) |

|                                                                      |                       |       |                                                                             |                                                                                 |
| 5 april Vriendschappelijk № 274 «onderlinge duels» 18:30 uur (UTC+3) | Griekenland           | 1 – 4 | Joegoslavië                                                                 | Olympisch Stadion, Athene Toeschouwers: 2.000 Scheidsrechter: Fritz Kaupe (AUT) |
| 5 april Vriendschappelijk № 274 «onderlinge duels» 18:30 uur (UTC+3) | Tasos Mitropoulos 60' |       | 22' Zlatko Vujović 75' Semir Tuce 80' Dragan Jakovljević 83' Zlatko Vujović | Olympisch Stadion, Athene Toeschouwers: 2.000 Scheidsrechter: Fritz Kaupe (AUT) |

|                                                                          |             |       |          | |
| 26 april WK 1990 kwalificatie № 275 «onderlinge duels» 20:00 uur (UTC+3) | Griekenland | 0 – 0 | Roemenië | Olympisch Stadion Spyridon Louis, Athene Toeschouwers: 15.000 Scheidsrechter: Aron Schmidhuber (FRG) |
| 26 april WK 1990 kwalificatie № 275 «onderlinge duels» 20:00 uur (UTC+3) |             |       |          | Olympisch Stadion Spyridon Louis, Athene Toeschouwers: 15.000 Scheidsrechter: Aron Schmidhuber (FRG) |

|                                                                        | |       |                     |                                                                                   |
| 17 mei WK 1990 kwalificatie № 276 «onderlinge duels» 19:00 uur (UTC+2) | Denemarken | 7 – 1 | Griekenland         | Idrætsparken, Kopenhagen Toeschouwers: 38.500 Scheidsrechter: Keith Hackett (ENG) |
| 17 mei WK 1990 kwalificatie № 276 «onderlinge duels» 19:00 uur (UTC+2) | Brian Laudrup 25' Jan Bartram 42' Kent Nielsen 54' Flemming Povlsen 56' Kim Vilfort 73' Henrik Andersen 85' Michael Laudrup 89' (pen.) |       | 39' Kostas Mavridis | Idrætsparken, Kopenhagen Toeschouwers: 38.500 Scheidsrechter: Keith Hackett (ENG) |

|                                                                          |             |       |           |                                                                                        |
| 23 augustus Vriendschappelijk № 277 «onderlinge duels» 19:00 uur (UTC+2) | Griekenland | 0 – 0 | Noorwegen | Ullevaalstadion, Oslo Toeschouwers: 3.696 Scheidsrechter: Karl-Josef Assenmacher (FRG) |
| 23 augustus Vriendschappelijk № 277 «onderlinge duels» 19:00 uur (UTC+2) |             |       |           | Ullevaalstadion, Oslo Toeschouwers: 3.696 Scheidsrechter: Karl-Josef Assenmacher (FRG) |

|                                                                      |                                                              |       |             |                                                                                                |
| 5 september Vriendschappelijk № 278 «onderlinge duels» 16:15 (UTC+2) | Polen                                                        | 3 – 0 | Griekenland | Wojska Polskiegostadion, Warschau Toeschouwers: 15.000 Scheidsrechter: Günther Habermann (GDR) |
| 5 september Vriendschappelijk № 278 «onderlinge duels» 16:15 (UTC+2) | Robert Warzycha 2' Dariusz Dziekanowski 28' Jacek Ziober 43' |       |             | Wojska Polskiegostadion, Warschau Toeschouwers: 15.000 Scheidsrechter: Günther Habermann (GDR) |

|                                                                           |                                                             |       |             |                                                                                    |
| 20 september Vriendschappelijk № 279 «onderlinge duels» 16:30 uur (UTC+2) | Joegoslavië                                                 | 3 – 0 | Griekenland | Stadion Vojvodine, Novi Sad Toeschouwers: 7.000 Scheidsrechter: Gábor Plasek (HUN) |
| 20 september Vriendschappelijk № 279 «onderlinge duels» 16:30 uur (UTC+2) | Dragoljub Brnović 8' Robert Prosinečki 16' Darko Pančev 83' |       |             | Stadion Vojvodine, Novi Sad Toeschouwers: 7.000 Scheidsrechter: Gábor Plasek (HUN) |

|                                                                            |                                                                                 |       |             |                                                                                       |
| 11 oktober WK 1990 kwalificatie № 280 «onderlinge duels» 18:00 uur (UTC+2) | Bulgarije                                                                       | 4 – 0 | Griekenland | Joeri Gagarinstadion, Varna Toeschouwers: 15.000 Scheidsrechter: Rolf Blattmann (SUI) |
| 11 oktober WK 1990 kwalificatie № 280 «onderlinge duels» 18:00 uur (UTC+2) | Trifon Ivanov 72' Kalin Bankov 76' Bozhidar Iskrenov 79' Christo Stoitsjkov 88' |       |             | Joeri Gagarinstadion, Varna Toeschouwers: 15.000 Scheidsrechter: Rolf Blattmann (SUI) |

|                                                                         |                     |       |                       |                                                                                 |
| 25 oktober Vriendschappelijk № 281 «onderlinge duels» 17:30 uur (UTC+1) | Hongarije           | 1 – 1 | Griekenland           | Népstadion, Boedapest Toeschouwers: 4.000 Scheidsrechter: Yaacov Scheiner (ISR) |
| 25 oktober Vriendschappelijk № 281 «onderlinge duels» 17:30 uur (UTC+1) | József Szekeres 47' |       | 52' Stefanos Borbokis | Népstadion, Boedapest Toeschouwers: 4.000 Scheidsrechter: Yaacov Scheiner (ISR) |

|                                                                             |                    |       |           |                                                                                    |
| 15 november WK 1990 kwalificatie № 282 «onderlinge duels» 18:00 uur (UTC+2) | Griekenland        | 1 – 0 | Bulgarije | Olympisch Stadion, Athene Toeschouwers: 1.500 Scheidsrechter: Zoran Petrović (YUG) |
| 15 november WK 1990 kwalificatie № 282 «onderlinge duels» 18:00 uur (UTC+2) | Nikos Nioplias 49' |       |           | Olympisch Stadion, Athene Toeschouwers: 1.500 Scheidsrechter: Zoran Petrović (YUG) |

CONMEBOL: Bolivia · Chili  · Colombia · Ecuador · Uruguay

UEFA: Albanië · België · Bulgarije · Cyprus · Denemarken · West-Duitsland · Duitse Democratische Republiek · Engeland · Faeröer · Finland · Frankrijk · Griekenland · Hongarije · IJsland · Ierland · Israël · Italië · Joegoslavië ·  Liechtenstein · Luxemburg · Malta · Nederland · Noord-Ierland · Noorwegen · Oostenrijk · Polen · Portugal · Roemenië · San Marino · Schotland ·  Sovjet-Unie ·  Spanje · Tsjecho-Slowakije · Turkije · Wales ·  Zweden · Zwitserland

CAF: Madagaskar

EPO · A-internationals · Bondscoaches · Selecties · Grieks vrouwenelftal · Olympisch elftal · Griekenland U21 · Griekenland U20 · Griekenland U19 · Griekenland U18 · Griekenland U17 · Griekenland U16
1920 – 1929 ·
1930 – 1939 ·
1940 – 1949 ·
1950 – 1959 ·
1960 – 1969 ·
1970 – 1979 ·
1980 – 1989 ·
1990 – 1999 ·
2000 – 2009 ·
2010 – 2019 ·
2020 − 2029
EK 1980 · 
EK 2004 · 
EK 2008 · 
EK 2012
WK 1994 · 
WK 2010 · 
WK 2014
OS 1920 · 
OS 1952 · 
OS 2004
1920 · 
1921–1928 · 
1929 · 
1930 · 
1931 · 
1932 · 
1933 · 
1934 · 
1935 · 
1936 · 
1937 · 
1938 · 
1939–1947 · 
1948 · 
1949 · 
1950 · 
1952 · 
1952 · 
1953 · 
1954 · 
1955 · 
1956 · 
1957 · 
1958 · 
1959 · 
1960 · 
1961 · 
1962 · 
1963 · 
1964 · 
1965 · 
1966 · 
1967 · 
1968 · 
1969 · 
1970 · 
1971 · 
1972 · 
1973 · 
1974 · 
1975 · 
1976 · 
1977 · 
1978 · 
1979 · 
1980 · 
1981 · 
1982 · 
1983 · 
1984 · 
1985 · 
1986 · 
1987 · 
1988 · 
1989 · 
1990 · 
1991 ·
1992 · 
1993 · 
1994 · 
1995 · 
1996 · 
1997 · 
1998 · 
1999 · 
2000 · 
2001 · 
2002 · 
2003 · 
2004 · 
2005 · 
2006 · 
2007 · 
2008 · 
2009 · 
2010 · 
2011 · 
2012 · 
2013 · 
2014 · 
2015 · 
2016 · 
2017 · 
2018 ·
2019 ·
2020 ·
2021 ·
2022 ·
2023
Albanië ·
Argentinië ·
Armenië ·
Australië ·
België ·
Bolivia ·
Bosnië en Herzegovina ·
Brazilië ·
Bulgarije ·
Canada ·
Chili ·
Colombia ·
Costa Rica ·
Cyprus ·
Denemarken ·
DDR · 
Duitsland ·
Ecuador · 
Egypte ·
El Salvador ·
Engeland ·
Estland ·
Ethiopië ·
Faeröer ·
Finland ·
Frankrijk ·
Georgië ·
Ghana ·
Gibraltar ·
Honduras ·
Hongarije ·
Ierland ·
IJsland ·
Israël ·
Italië ·
Ivoorkust ·
Japan ·
Joegoslavië ·
Kameroen ·
Kazachstan ·
Kosovo ·
Kroatië ·
Letland ·
Libië ·
Liechtenstein ·
Litouwen ·
Luxemburg ·
Malta ·
Marokko ·
Mexico ·
Moldavië ·
Montenegro ·
Nederland ·
Nieuw-Zeeland ·
Nigeria ·
Noord-Ierland ·
Noord-Korea · 
Noorwegen ·
Oekraïne ·
Oostenrijk ·
Palestina ·
Paraguay · 
Polen ·
Portugal ·
Qatar ·
Roemenië ·
Rusland ·
San Marino ·
Saoedi-Arabië · 
Schotland ·
Senegal · 
Servië · 
Slovenië ·
Slowakije ·
Sovjet-Unie ·
Spanje ·
Syrië ·
Tsjechië ·
Tsjecho-Slowakije ·
Turkije ·
Verenigde Staten ·
Wales ·
Wit-Rusland · 
Zuid-Korea ·
Zweden ·
Zwitserland
Colombia (2014) · 
Costa Rica (2014) · 
Duitsland (2012) · 
Ivoorkust (2014) · 
Japan (2014) ·
Polen (2012) ·
Portugal (2004, 2) · 
Rusland (2008) ·
Rusland (2012) ·
Spanje (2008) ·
Tsjechië (2012) ·
Zuid-Korea (2010) ·
Zweden (2008)